# Phyllis Taloikwai
Phyllis Margaret Taloikwai MBE war eine hochrangige Regierungsbeamtin in den Salomonen. Sie war die erste Frau in den Salomonen die als Staatssekretärin im öffentlichen Dienst ernannt wurde.

## Leben
Taloikwai wurde in der Provinz Isabel geboren und wuchs dort auf. 1992 wurde sie zur Staatssekretärin für Landwirtschaft und Fischerei ernannt, sie wurde die erste Frau, die auf diese Ebene in der Beamtenschaft berufen wurde. Sie diente auch als Vorsitzende des National Disaster Council.
Anlässlich der Queen’s Birthday Honours 1999 wurde sie als Member of the Order of the British Empire für ihre Verdienste in der Verwaltung geehrt.